# Mödlinger EC
Der Mödlinger Eislaufclub (MEC) war ein 1928 gegründeter Eishockeyverein aus Mödling.

## Geschichte
Im Oktober 1928 wurde er Mitglied im österreichischen Eishockeyverband. Durch die im November 1928 eröffnete Kunsteisbahn Mödling, die eine Zuschauertribüne für 3000 Zuschauer besaß, hatte der Verein gute Trainings- und Spielmöglichkeiten, da im Gegensatz zu den Vereinen mit Natureisplätzen bei den meisten Witterungsbedingungen gespielt werden konnte. Geographisch gehörte Mödling zu Niederösterreich, wegen der Nähe zu Wien wurde der MEC vom österreichischen Eishockeyverband aber der Wiener Meisterschaft zugeteilt.
In der Saison 1928/29 wurde der MEC in die Gruppe B der 2. Klasse eingestuft und wurde dort Dritter. Im Folgejahr wurde er in der gleichen Gruppe Sieger und trat in der Saison 1930/31 in der Gruppe A der 1. Klasse und erreichte dort den 3. Platz. Nach dem 3. Platz in der B-Gruppe der ersten Klasse in 1931/32 konnte dann wieder ein Platz in der 1. Klasse, die nur noch aus einer Gruppe bestand, 1932/33 zurückgewonnen werden. 1933 wurde der MEC Dritter der 1. Klasse, 1934 und 1935 belegte der Verein jeweils den vierten Platz.
1935 wurde die sogenannte Wiener Liga als höchste Spielklasse oberhalb der 1. Klasse eingeführt, in der nur die beiden besten Mannschaften Wiens spielten. Der Mödlinger EC belegte 1936 in der nun zweitklassigen 1. Klasse den vierten Platz. 1937/38 wurde der MEC Meister dieser Spielklasse.
Nach dem Anschluss Österreichs nahm der MEC in der Saison 1938/39 an der Kreismeisterschaft Ost – zu der Wien, Niederdonau und die Steiermark gehörten – teil.

## Sonstige Aktivitäten
1928/29 engagierte man sich bei den Spielen um den Schlesinger-Cup. 1929 ging der MEC als Sieger aus den Spielen um den Vereins-Cup des Eishockeyverbandes hervor. Ab 1933/34 nahm eine Jugendmannschaft des MEC jedes Jahr an den Spielen um den Jugend-Wanderpreis des Eishockeyverbandes teil.